# Фролов, Евгений Васильевич
Евге́ний Васи́льевич Фроло́в (род. 14 июня 1941, Москва) — советский боксёр полусредней весовой категории, выступал за сборную СССР в 1960-е годы. Серебряный призёр летних Олимпийских игр в Токио, неоднократный победитель и призёр национальных первенств. Представлял спортивные общества «Труд» и «Спартак» (с 1965 года), заслуженный мастер спорта, награждён медалью «За трудовое отличие» .

## Биография
Евгений Фролов родился 14 июня 1941 года в Москве. Уже в юном возрасте заинтересовался боксом, первое время занимался под руководством тренера Михаила Иткина, потом перешёл в зал Владимира Тренина — оба впоследствии стали заслуженными тренерами. Впервые заявил о себе на чемпионате СССР 1961 года, когда в полусредней весовой категории сумел добраться до третьего бронзового места, а два года спустя завоевал и чемпионский титул. Благодаря череде удачных выступлений удостоился права защищать честь страны на летних Олимпийских играх 1964 года в Токио, прошёл в финал, но в решающем матче по очкам уступил поляку Ежи Кулею и вынужден был довольствоваться серебром — за это достижение получил от федерации бокса звания «Выдающийся боксёр» и «Заслуженный мастер спорта».
В 1965 году Фролов вновь выиграл зачёт национального первенства и съездил на чемпионат Европы в Берлин, где, тем не менее, выбыл из борьбы за медали на стадии четвертьфиналов, опять был побеждён польским боксёром Ежи Кулеем. В течение четырёх последующих лет спортсмен неизменно удерживал титул чемпиона Советского Союза и в 1968 году отправился на Олимпийские игры в Мехико — на сей раз его матчи сложились не так удачно, в четвертьфинале он не смог пройти кубинца Энрике Регуэйфероса. В 1969 году Евгений Фролов в последний раз выиграл первенство СССР (уже шестое на своём счету), после чего принял решение завершить карьеру — всего в его послужном списке 212 боёв, из них 197 окончены победой.
Одновременно со спортивной карьерой Фролов окончил Московский лесотехнический институт и Академию внешней торговли, позже, покинув ринг, работал в Торгово-промышленной палате СССР (управление советских выставок за границей) и Министерстве внешней торговли.